# Pfaffenschlag bei Waidhofen an der Thaya
Pfaffenschlag bei Waidhofen an der Thaya je obec v Rakousku ve spolkové zemi Dolní Rakousy v okrese Waidhofen an der Thaya. Žije v ní 919 obyvatel (podle sčítání z roku 2016).

## Poloha
Pfaffenschlag se nachází v severozápadní části spolkové země Dolní Rakousy. Prochází jím silnice B5, která začíná na hranicích s Českou republikou u Nové Bystřice a pokračuje přes Heidenreichstein a Waidhofen an der Thaya až k Göpfritz an der Wild, kde se napojuje na B2. Jeho rozloha činí 29,74 km², z nichž 35,58% je jí zalesněných.

### Členění
Území obce Pfaffenachlag se skládá z osmi částí (v závorce uveden počet obyvatel k 1.1.2015):
- Arnolz (75)
- Artolz (58)
- Eisenreichs (51)
- Großeberharts (73)
- Kleingöpfritz (115)
- Pfaffenschlag bei Waidhofen an der Thaya (414)
- Rohrbach (61)
- Schwarzenberg (71)

## Historie
První písemná zmínka o Pfaffenschlagu pochází z roku 1112, o Rohrbachu z roku 1365 a o Arnolz z roku 1230.
Od dodatku jména je Pfaffenschlag bei Waidhofen an der Thaya nejdelší název obce v Rakousku (40 znaků), též v oficiálním zápisu Pfaffenschlag bei Waidhofen a. d. Thaya (37 znaků) a také nepočítáme-li mezery (35). Následují St. Georgen bei Onernberg am Inn a Marienkirchen an der Polsenz (oba po 32 znacích s mezerami).

## Galerie

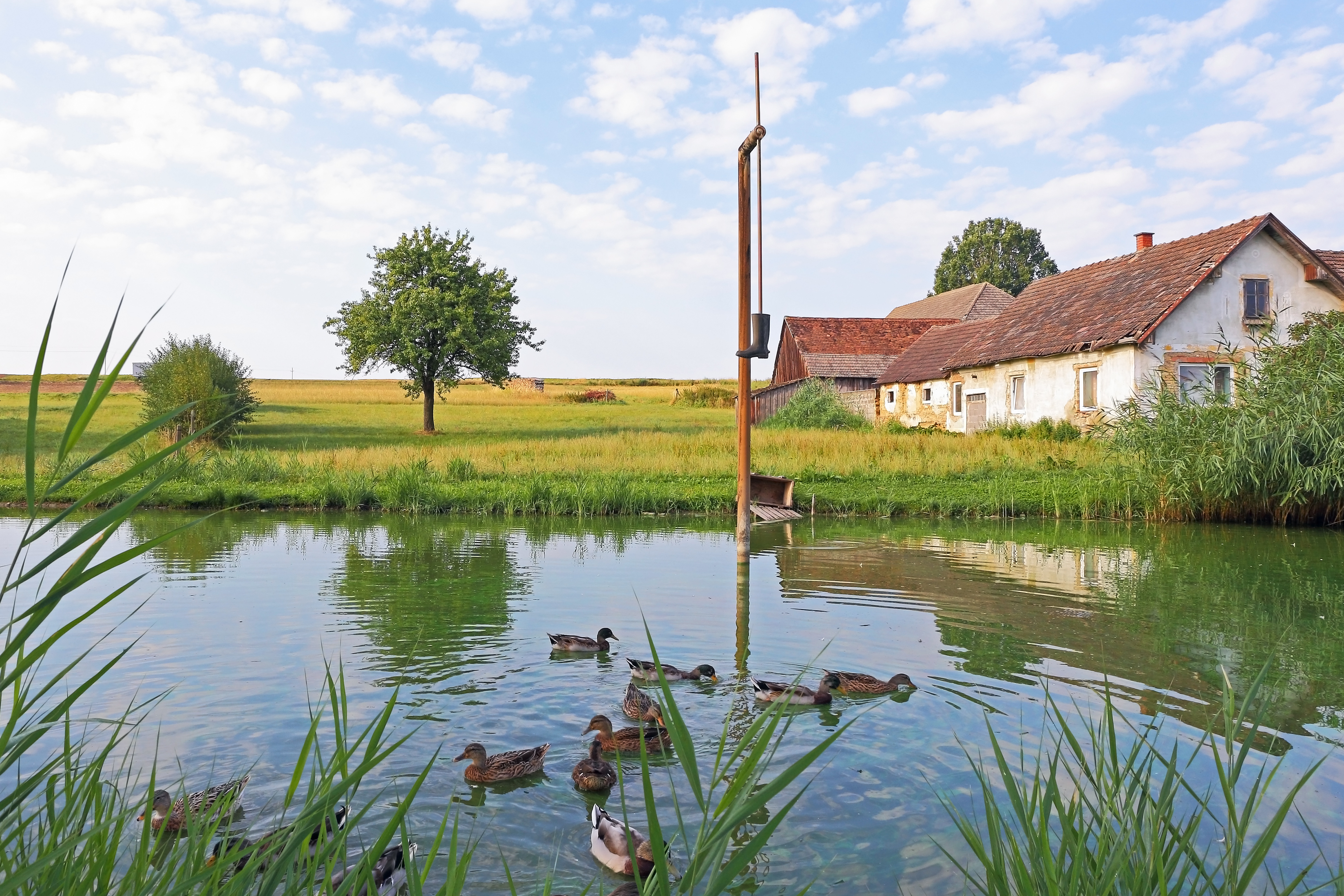
Kleingöpfritz
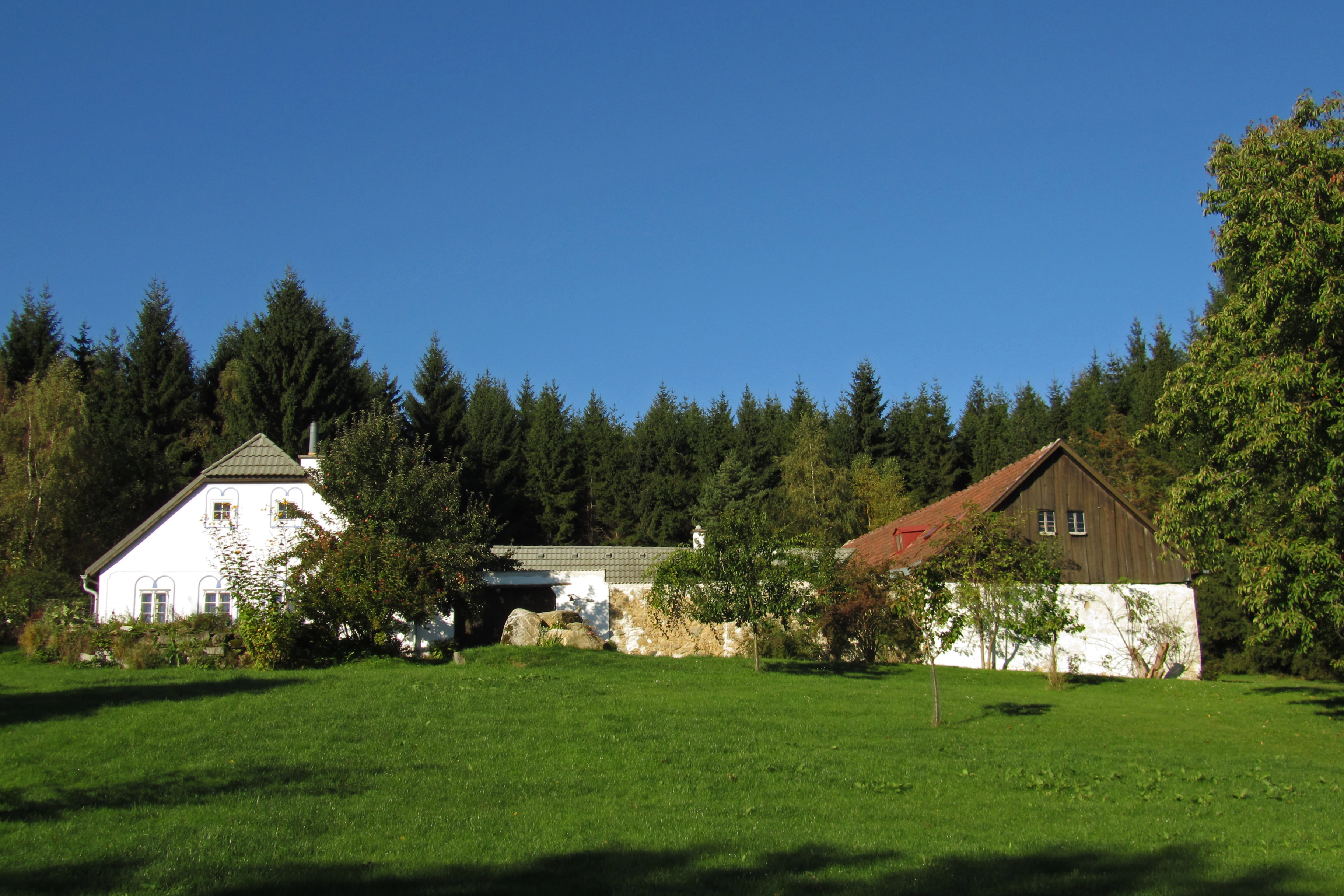
Usedlost ve Schwarzenbergu
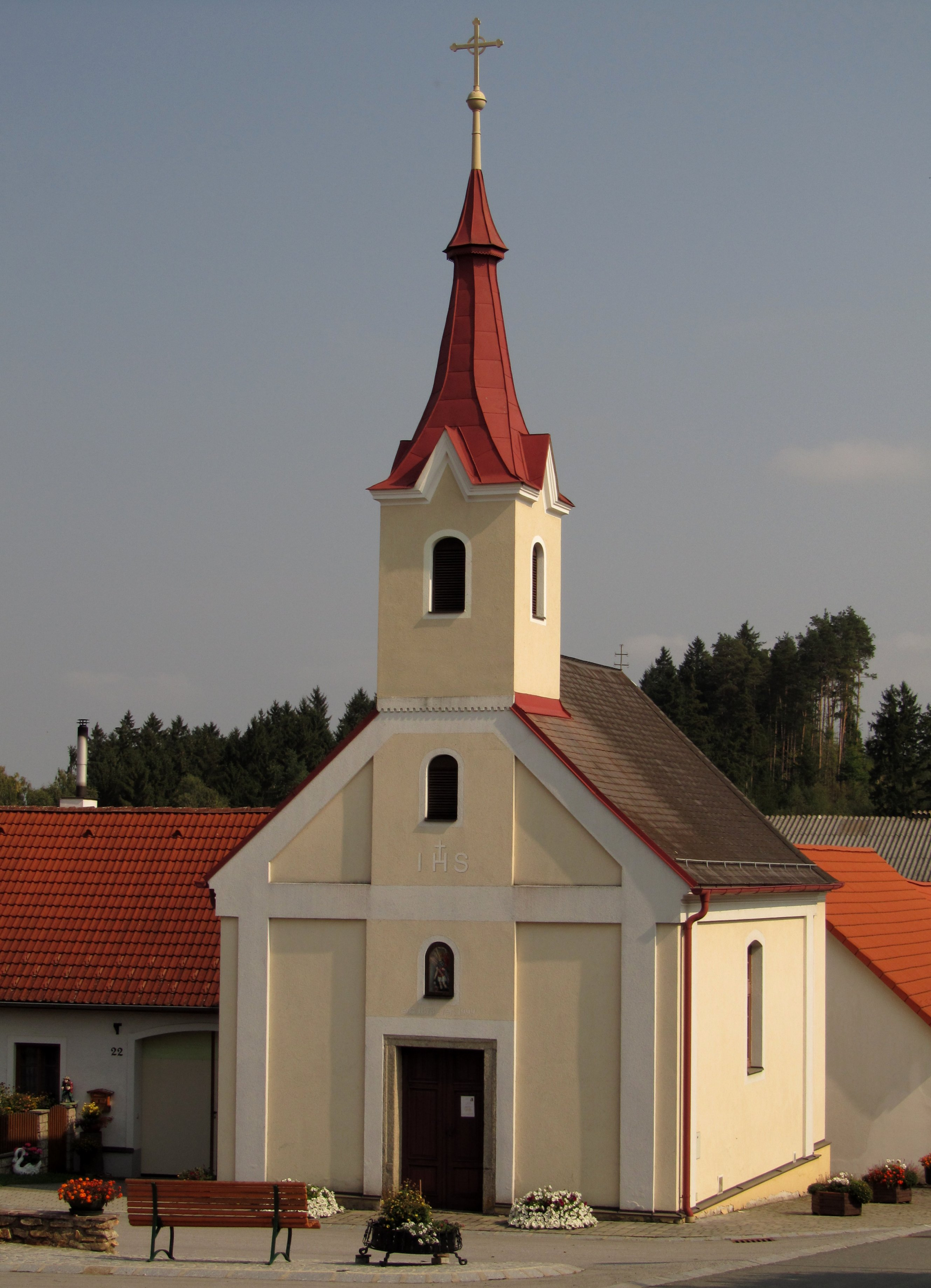
Místní kaplička v Großeberharts